# Max Moriniére
Max Moriniére (Francia, 16 de febrero de 1964) es un atleta francés retirado, especializado en la prueba de 4 × 100 m en la que llegó a ser subcampeón mundial en 1991.

## Carrera deportiva
En los JJ. OO. de Seúl 1988 ganó la medalla de bronce en los relevos 4 x 100 metros, tras la Unión Soviética y Reino Unido.
Y en el Mundial de Tokio 1991 ganó la medalla de plata en los relevos 4 x 100 metros, con un tiempo de 37.87 segundos, llegando a la meta tras Estados Unidos —que con 37.50 segundos batieron el récord del mundo— y por delante de Reino Unido, siendo sus compañeros de equipo: Daniel Sangouma, Jean-Charles Trouabal y Bruno Marie-Rose.